# Geoffroy Tête-Noire
Geoffroy Tête-Noire (?-1388) est un mercenaire breton, qui, durant la Guerre de Cent Ans, combattit pour les Anglais. 

## Biographie
Il fut le capitaine d'une compagnie anglaise qui sévit surtout dans le Limousin. Geoffroy Tête-Noire et une trentaine de ses hommes y occupèrent notamment le château de Ventadour (Corrèze).
Il mourut en 1388.